# Йылмаз, Джем
Джем Йылма́з (тур. Cem Yılmaz; род. 23 апреля 1973, Стамбул) — турецкий актёр, юморист, карикатурист и сценарист.

## Биография
Джем Йылмаз родился 23 апреля 1973 года в Стамбуле в районе Коджамустафапаша.
Когда Джем учился в 4 классе, его семья переезжает в другой район города (Бахчелиэвлер). Здесь Джем заканчивает восьмилетнюю школу, а затем учится в техникуме туризма и гостиничного менеджмента.
Обучался в Босфорском университете на факультете туризма и гостиничного менеджмента, параллельно публиковал карикатуры для турецкого юмористического журнала Leman. В августе 1995-го Джем впервые выступил в качестве юмориста в «Leman Culture Center». Актёрскую карьеру начал, снявшись в фильме «Всё будет прекрасно» (Her Şey Çok Güzel Olacak).
Помимо работы в кино постоянно выступает как юморист со сцены, а также принимает участие в создании рекламных роликов. Пользуется чрезвычайной популярностью.
6,5 лет Джем встречался с известной турецкой актрисой и моделью Джансу Дере, в августе 2011 пара рассталась.10 марта 2012 года женился на Аху Яту (турецкая модель, актриса, редактор моды и консультант по стилю). 2 августа 2012 году у пары родился сын Кемаль. Аху и Джем развелись в декабре 2013 года.

### Фильмография
- 1998 — Всё будет прекрасно
- 2001 — Визонтеле
- 2004 — G.O.R.A.
- 2005 — Организационные работы
- 2005 — Рамон
- 2006 — Hokkabaz (Официальный сайт фильма на турецком, английском, немецком)
- 2007 — Сыла.Возвращение домой.(сериал)
- 2008 — A.R.O.G
- 2010 — Милый Запад
- 2010 — Сезон охоты
- 2012 — Присутствие великолепия
- 2013 — Плакать буду после
- 2014 — Искатель воды
- 2014 — Скоро (Официальный сайт фильма)
- 2015 — Али-баба и семь гномов (Официальный сайт фильма)

### Стендап
- 1999 — Миллениум
- 1999 — Один вкус, одно прикосновенье
- 2002 — Джэм Йылмаз в армии
- 2007 — CMYLMZ
- 2010 — CMYLMZ Вопросы и ответы
- 2013 — CM101MMXI - FUNDAMENTAL